# Изнело
Изнѐло (на италиански: Isnello, на сицилиански Isineddu, Изинеду) е село и община в Южна Италия, провинция Палермо, автономен регион и остров Сицилия. Разположено е на 530 m надморска височина. Населението на общината е 1638 души (към 2010 г.).